# Кармен и Лола
«Кармен и Лола» (исп. Carmen y Lola) — испанский драматический фильм 2018 года режиссёра Аранчи Эчеваррии, в котором снимались Заира Ромеро и Рози Родригес, а также Морено Борха, Рафаэла Леон и Каролина Юсте. Выбран для показа в программе «Двухнедельник режиссёров» Каннского кинофестиваля 2018 года.

## Сюжет
Фильм рассказывает о знакомстве двух молодых цыганок, живущих в Испании, Кармен и Лолы. Девушки влюбляются друг в друга, однако подобные отношения неприемлемы в цыганском обществе.

## Актёрский состав
Режиссёр постаралась придать фильму подчёркнуто реалистичный характер, для чего привлекла к съёмкам непрофессиональных актёров.
- Рози Родригес — Кармен
- Заира Ромеро — Лола
- Морено Борха — Пако
- Каролина Юсте — Паки
- Рафаэла Леон — Флор

## Производство
Производством фильма занималась TVTEC Servicios Audiovisuales при поддержке Orange España, региональной администрации Мадрида и ICAA.

## Релиз
Премьера фильма, выбранного для показа в независимой секции «Двухнедельник режиссёров» 71-го Каннского кинофестиваля, состоялась 15 мая 2018 года. Дистрибьютором картины выступила компания Super 8 Distribución, фильм вышел в прокат в испанских кинотеатрах 7 сентября 2018 года.

## Критика
Согласно агрегатору рецензий Rotten Tomatoes, фильм имеет рейтинг одобрения 90 % на основе 21 рецензии со средней оценкой 6,8 из 10.
По мнению рецензента Variety, в фильме используется множество клише, связанных с каминг-аутом гомосексуалов в ограничительных культурах. Тем не менее, он даёт представление о традициях и обрядах цыган в Испании, особенно благодаря похвальной операторской работе Пилар Санчес Диас. Также в рецензии было отмечено, что непрофессиональные актёры достойно справились со своими ролями. The Hollywood Reporter описал фильм как «приятную, но предсказуемую драму о квир-пробуждении».

## Награды и номинации
Фильм получил восемь номинаций на премию «Гойя» 2019 и стал обладателем наград за лучший режиссёрский дебют (Аранча Эчеваррия) и лучшую женскую роль второго плана (Каролина Юсте). На 23-м фестивале испанского кино Cinespaña (2018) во французской Тулузе картина получила «Золотую фиалку» за лучший фильм, а также две другие награды: премию за лучшую мужскую роль (Морено Борха) и приз зрительских симпатий.